# Erika Lust
Erika Lust (ur. 1 stycznia 1977 w Sztokholmie) – szwedzka reżyserka, scenarzystka, producentka i autorka programów dla dorosłych i erotycznych.

## Życiorys

### Wczesne lata
Urodziła się w Sztokholmie jako Erika Hallqvist. Od wczesnych lat jej pasją był teatr i film. Studiowała politologię na Uniwersytecie w Lund. W międzyczasie natknęła się na książkę Lindy Williams z 1989 Hard Core: Power, Pleasure, and the „Frenzy of the Visible" (polski tytuł: Hard core: władza, przyjemność i „szaleństwo widzialności”), która później miała silny wpływ na jej twórczość filmową. Jej źródłem inspiracji stał się również film Jeana-Jacques’a Annauda Kochanek. Ukończyła studia magisterskie w 1999, specjalizując się w prawach człowieka i feminizmie. W 2000 przeprowadziła się do Barcelony, gdzie pracowała w firmach produkcyjnych i ukończyła kurs filmowy.

### Kariera
W 2004 roku wyprodukowała, napisała i wyreżyserowała krótkometrażowy film pornograficzny The Good Girl, włączony później do nagrodzonej antologii Five orHot Stories f Her (2007) z Ramónem Nomarem, za który otrzymała nagrodę na Festival Internacional de Cine Erótico de Barcelona 2005. W następnym roku nakręciła film dokumentalny Barcelona Sex Project (2008), a następnie film fabularny Life Love Lust (2010) i Cabaret Desire (2012). 
W 2010 wspólnie ze swoim mężem Pablo Dobnerem założyła firmę Lust Films. Zrealizowała cykl filmów krótkometrażowych XConfessions.
Jest także autorką książek Good Porn (2009), Love me like you hate me (2010) (z Venus O'Harą), Erotic Bible to Europe (2010), powieści La canción de Nora (2013) i Let's make a porno: A practical guide to filming sex (2013). Sama Lust podkreśla, że w jej filmach liczy się przede wszystkim emocjonalność i ukazywanie kobiecej seksualności. Zatrudnia wyłącznie aktorów, którzy ukończyli 23 lata, na planie wśród nie-aktorów pracują wyłącznie kobiety. Emma Watson chwaliła filmy Lust jako „świetną alternatywę dla pornografii”.

## Nagrody i nominacje
| Rok  | Nagroda                                       | Kategoria                                            | Film                                 | Rezultat    |
| ---- | --------------------------------------------- | ---------------------------------------------------- | ------------------------------------ | ----------- |
| 2005 | Ninfa Award                                   | Short X-Films                                        | The Good Girl (2005)                 | Wygrana     |
| 2007 | Ninfa Award                                   | Najlepszy scenariusz                                 | Five Hot Stories for Her (2006)      | Wygrana     |
| 2007 | Eroticline Award                              | Najlepszy film dla kobiet                            | Five Hot Stories for Her (2006)      | Wygrana     |
| 2008 | Feminist Porn Award (Good for Her Toronto)    | Film roku                                            | Five Hot Stories for Her (2006)      | Wygrana     |
| 2008 | Cinekink Award                                | Film krótkometrażowy                                 | Something about Nadia (2008)         | Wyróżnienie |
| 2008 | Eroticline Award                              | Najlepszy film dokumentalny                          | Barcelona Sex Project (2008)         | Wygrana     |
| 2009 | Feminist Porn Award                           | Film roku                                            | Barcelona Sex Project (2008)         | Wygrana     |
| 2010 | Cinekink Award (Nowy Jork)                    | Najlepszy eksperymentalny film krótkometrażowy       | Handcuffs (2010)                     | Wygrana     |
| 2010 | Feminist Porn Award (Toronto)                 | Najseksowniejszy film krótkometrażowy                | Handcuffs (2010)                     | Wygrana     |
| 2011 | Cinekink Award (Nowy Jork)                    | Najlepszy film krótkometrażowy                       | Room 33 (2010)                       | Wyróżnienie |
| 2011 | Feminist Porn Award (Toronto)                 | Film roku                                            | Life Love Lust (2011)                | Wygrana     |
| 2011 | Orgazmik Award (Zurych)                       | Najlepszy film (pary)                                | Cabaret Desire (2011)                | Wygrana     |
| 2012 | Feminist Porn Award (Toronto)                 | Film roku                                            | Cabaret Desire (2011)                | Wygrana     |
| 2012 | Cinekink Audience Choice Award                | Najlepsza narracja                                   | Cabaret Desire (2011)                | Wygrana     |
| 2012 | Cupido Filmpris (Norwegia)                    | Nagroda honorowa                                     | Handcuffs                            | Wygrana     |
| 2013 | Sex Awards                                    | Ulubiony reżyser                                     | –                                    | Nominacja   |
| 2014 | AVN Award                                     | Najlepszy reżyser niefabularnego filmu zagranicznego | Cabaret Desire (2011)                | Nominacja   |
| 2014 | Feminist Porn Award                           | Najgorętsza seria                                    | XConfessions vol. 1                  | Wygrana     |
| 2014 | Fetisch Award (Fetisch Film Festival Germany) | Najlepszy film długometrażowy                        | XConfessions vol. 1                  | Wygrana     |
| 2015 | Feminist Porn Award                           | Nagroda honorowa                                     | The Art of Spanking                  | Nominacja   |
| 2015 | Feminist Porn Award                           | Najgorętsze wideo                                    | XConfessions vol. 2                  | Wygrana     |
| 2015 | Feminist Porn Award                           | Strona internetowa                                   | xconfessions.com                     | Wyróżnienie |
| 2016 | Cinekink Awards (Nowy Jork)                   | Nagroda honorowa                                     | An Appointment with my Master (2016) | Wygrana     |
| 2018 | Venus Award                                   | Najlepsza międzynarodowa seria                       | XConfessions                         | Wygrana     |
| 2018 | Premio Maguey (Guadalajara)                   | Najlepszy reżyser                                    | –                                    | Wygrana     |
| 2019 | AVN Award                                     | Reżyser zagraniczny roku                             | –                                    | Nominacja   |
| 2019 | London Short Series Fest                      | Nagroda Jury: Najlepszy film LGBTQ                   | Hot Summer Daze (2019)               | Nominacja   |
| 2021 | AVN Award                                     | Najlepszy reżyser produkcji zagranicznej             | Safe Word (2020)                     | Nominacja   |
| 2021 | XBIZ Europa Award                             | Film fabularny roku                                  | Three (2021)                         | Wygrana     |
| 2022 | AVN Award                                     | Najlepsza reżyseria produkcji międzynarodowej        | Three (2021)                         | Nominacja   |
| 2022 | AVN Award                                     | Najlepsza produkcja międzynarodowa                   | Three (2021)                         | Nominacja   |
| 2022 | XBIZ Europa Award                             | Studio roku                                          | –                                    | Wygrana     |
| 2023 | AVN Award                                     | Najlepszy film fabularny                             | Aprecity (2022)                      | Nominacja   |
| 2024 | AVN Award                                     | Wybitna reżyseria – praca indywidualna               | The Wedding (2023)                   | Nominacja   |
| 2024 | AVN Award                                     | Najlepszy scenariusz – film lub serial limitowany    | The Wedding (2023)                   | Nominacja   |

## Wybrana filmografia
- 2004: The Good Girl (film krótkometrażowy)
- 2007: Five Hot Stories For Her incl. Something about Nadia
- 2008: Barcelona Sex Project
- 2009: Handcuffs (film krótkometrażowy)
- 2010: Love Me Like You Hate Me (film krótkometrażowy; z Venus O'Hara)
- 2010: Life Love Lust
- 2011: Room 33 (film krótkometrażowy; sequel Handcuffs)
- 2012: Cabaret Desire
- 2013: XConfessions vol. 1
- 2014: XConfessions vol. 2 incl. The Art of Spanking
- 2014: XConfessions vol. 3
- 2015: XConfessions vol. 4
- 2015: XConfessions vol. 5 incl. An Appointment with my Master
- 2016: XConfessions vol. 6
- 2016: XConfessions vol. 7 (wideo)
- 2016: XConfessions vol. 8 (film krótkometrażowy)

## Książki
- 2009: X: a Woman's Guide to Good Porn
- 2010: Erotic Bible to Europe
- 2010: Love Me Like You Hate Me z Venus O'Harą
- 2011: Shooting Sex: How to Make an Outstanding Sex Movie with Your Partner (ebook także w wersji polskiej)[47]
- 2011: Six Female Voices z Antią Pagant
- 2013: La Canción de Nora (Nora's Song)
- 2013: Let's Make a Porno